# براندون أش
براندون أش (بالإنجليزية: Brandon Ash)‏ هو سائق سباق أمريكي، ولد في 17 يوليو 1977 في Umpqua, Oregon ‏ في الولايات المتحدة.

## وصلات خارجية
- الموقع الرسمي
- براندون أش على موقع Racing-Reference.info (الإنجليزية)